# Église Saint-Aubin de Saint-Aubin-de-Bonneval
L'église Saint-Aubin est une église catholique située à Saint-Aubin-de-Bonneval, en France.

## Localisation
L'église est située dans le département français de l'Orne, dans le bourg de la commune du Saint-Aubin-de-Bonneval.

## Historique
L'église devient une dépendance de l'abbaye de Saint-André-de-Gouffern au XIIIe, siècle de sa construction. La construction date peut-être du XIIe.
L'église subit des travaux au XVe en particulier l'ajout d'un clocher poche à pans de bois. Des modifications touchèrent les ouvertures aux XVIIIe et au XIXe des travaux d'envergure touchèrent l'intérieur de l'édifice.
L'édifice est inscrit au titre des monuments historiques depuis le 31 mai 1991.

## Architecture
L'édifice possède un décor peint et du mobilier daté du XVIIe.
Le clocher polygonal bâti au-dessus d'un porche à pan de bois est un élément remarquable. La nef conserve de beaux modillons.